# ラファエル・カデナ
ラファエル・カデナ（Rafael Cadenas, 1930年4月8日 - ）は、ベネズエラの作家。

## 受賞
- 国家文学賞（1985年）
- グアダラハラ国際文学賞（メキシコ、2009年）
- ガルシア ロルカ賞（2015年）
- セルバンテス賞（2022年）

## 作品

### 詩
- Cantos iniciales（1946）
- Una isla（1958）
- Los cuadernos del destierro（1960 et 2001）
- Falsas maniobras（1966）.
- Intemperie（1977）
- Memorial（1977、2007）
- Amante（1983、2002）
- Dichos（1992）
- Gestiones（1992）. Premio Internacional Juan Antonio Pérez Bonalde
- En torno a Basho y otros asuntos（2016）
- Contestaciones（Visor Libros, 2018）

### エッセイ
- Antología（1958-1993）（1996 et 1999）
- Poemas selectos（bid & co. editor, 2004, 2006 y 2009）
- El taller de al lado（bid & co. editor, 2005）